# Caja Rural de Jaén, Barcelona y Madrid

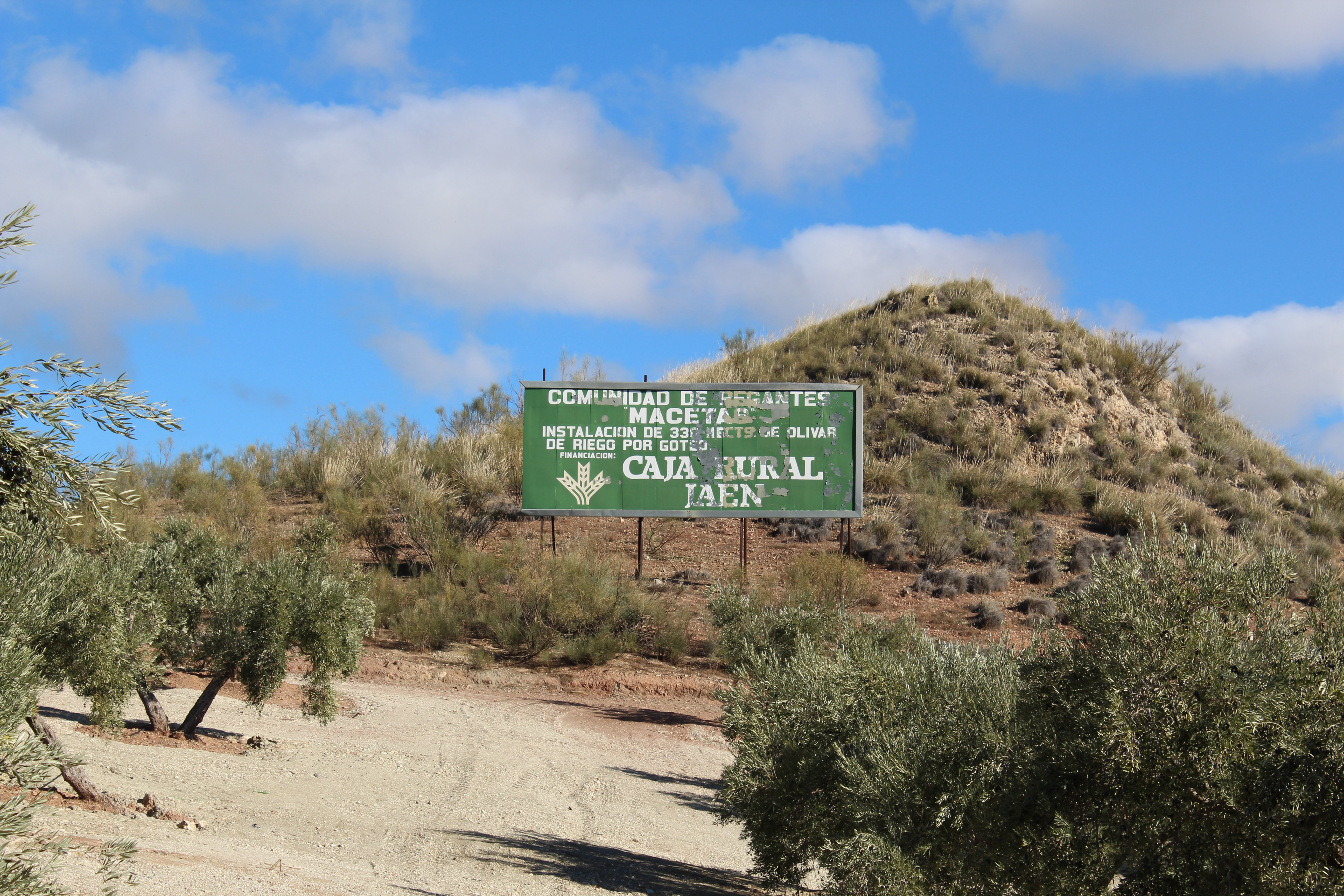
Cartel informativo de Caja Rural de Jaén en una finca de olivar en Jaén.

Caja Rural de Jaén, Barcelona y Madrid, S.C.C., es una Sociedad Cooperativa de Crédito fundada en 1957. Está inscrita en el registro oficial del Ministerio de Trabajo con el número 7593, con fecha de 10 de octubre de 1957. Está registrada en el Banco de España con el número de registro 3067. Forma parte del Grupo de Cajas Rurales, Caja Rural y está integrada en la Unión Nacional de Cooperativas de Crédito, UNACC.

## Historia
La entidad fue fundada en 1957 en Jaén para gestionar los ahorros de los olivareros y el sector agrícola. En 1982, bajo la presidencia de Domingo Solís Ruiz,  la entidad fue intervenida por el Banco de España cuando este detectó un alto endeudamiento, calculado en 37 000 millones de pesetas, que la Unión Territorial de Cooperativas del Campo, UTECO, y otras cooperativas mantenían con la entidad. Esta intervención llevó al procesamiento por la Audiencia Nacional del presidente de la entidad, como presunto autor de un delito monetario y de quiebra fraudulenta, su hijo y el director comercial, Ricardo Cruz Tuñón, entre otros, que fueron condenados a 11 años de prisión. En 1984, tras la salida de Solís, fue nombrado presidente de la entidad Álvaro López Guerrero, que meses después fue sustituido por el actual, José Luis García-Lomas.
En 2010 se sumó al Sistema Integrado de Protección, que fue conocido como fusión fría, y que aglutina a 21 cajas rurales. En mayo de 2012 abrió su primera oficina en la provincia de Córdoba, concretamente en la capital, lo que favoreció su expansión por esta provincia, realizando convenios con diferentes colectivos y asociaciones y llegando a absorber la sección de crédito de COVAP en enero de 2015. A finales de ese año 2015, la entidad absorbió a Novanca, entidad radicada en la Comunidad de Madrid con 18 oficinas, por lo que la entidad incrementaba su presencia en dicha región, así como, el número de oficinas.
La entidad se muestra saneada durante la crisis económica de 2008-2015 al no requerir recapitalización, como otras entidades, y está adherida al fondo de garantía de depósitos. En 2016 fue galardonada con el Premio de Economía y Empresa «Flores de Lemus» que entrega anualmente el Colegio de Economistas de Jaén. A finales de ese mismo año, después de 34 años, terminó de pagar el préstamo que recibió para cubrir los costes de la quiebra de UTECO. El coste total para la entidad fue de 80 053 470 euros financiados sin ayuda de las administraciones gracias a un convenio firmado entre la Administración General del Estado y la propia cooperativa de crédito. En 2021 abrió su primera oficina en la ciudad de Sevilla.
Además de la UNCC y la Asociación Española de Cajas Rurales, la entidad colabora con la «Fundación Promoción y Desarrollo Olivar y Aceite de Oliva», la «Conferencia Internacional del Crédito Agrícola (CICA)» y las Asociaciones de Desarrollo Rural de la provincia. Además, es la encargada de tramitar los RPU, tiene convenios con la Universidad de Jaén, la Universidad de Verano Intendente Pablo de Olavide, el «Centro Asociado UNED Andrés de Vandelvira», la Cámara de Comercio de Jaén, la Real Sociedad Económica de Amigos del País de la Ciudad y Reino de Jaén. Igualmente, tiene su propia «Fundación Caja Rural de Jaén».

## Administración
- Presidente: Juan Núñez Pérez[34]
- Director general: Fernando Planelles Carazo[35]

## Sociedades del Grupo Caja Rural de Jaén
- Red Novanca, S.L. Sociedad Unipersonal
- Clínica Geriátrica la Inmaculada, S.L.
- Rural Servicios y Tramitaciones, S.L. Sociedad Unipersonal
- Rural Gestión y Finanzas, S.L. Sociedad Unipersonal
- Jaén Rural Gestión de Activos, S.A. Sociedad Unipersonal